# Phyllodiaptomus praedictus
Phyllodiaptomus praedictus is een eenoogkreeftjessoort uit de familie van de Diaptomidae. De wetenschappelijke naam van de soort is voor het eerst geldig gepubliceerd in 1994 door Dumont & Reddy.